# Spišské Hanušovce
Spišské Hanušovce (Hongaars: Hanusfalva) is een Slowaakse gemeente in de regio Prešov, en maakt deel uit van het district Kežmarok.
Spišské Hanušovce telt 748 inwoners.